# Gaetano Legnaro
Gaetano Legnaro (Cartura, 31 ottobre 1947) è un ex calciatore italiano, di ruolo difensore.

## Carriera

Legnaro alla Lazio

Ha giocato con l'Alessandria tra Serie B e Serie C dal 1965 al 1970, segnando cinque reti.
Ha militato poi nella Lazio dal 1970 al 1972, con cui collezionò anche 33 presenze e una rete in massima serie, categoria dove esordì il 27 settembre 1970 in Milan-Lazio (1-1).
Nel 1971 la formazione capitolina retrocesse tra i cadetti, e dopo un ulteriore anno di permanenza a Roma, Legnaro fu ceduto nella medesima categoria all'Ascoli, squadra in cui ha militato dal 1972 al 1979 totalizzando 175 presenze e una rete.
Ha chiuso la carriera nel Taranto dove ha totalizzato 19 presenze senza mai trovare la rete.
Collezionò 72 presenze e una rete in Serie A, e cinque presenze in Coppa delle Alpi.

## Palmarès

### Club

#### Competizioni nazionali
- Campionato italiano di Serie B: 1

Ascoli: 1977-1978

#### Competizioni internazionali
- Coppa delle Alpi: 1

Lazio: 1971